# شهرک آزادی (امیدیه)
شهرک آزادی (بخشی از روستای ارمش_امیدیه)، روستایی از توابع بخش جایزان شهرستان امیدیه در استان خوزستان ایران است.

## جمعیت
این روستا در دهستان جایزان قرار دارد و براساس سرشماری مرکز آمار ایران در سال ۱۳۸۵، جمعیت آن ۳۸۳ نفر (۸۷خانوار) بوده‌است.